# Juego combinativo
El juego combinativo (combination game) fue un estilo de fútbol asociación que favorecía el pase del balón entre los jugadores en lugar del regate individual. Se desarrolló a partir del fútbol "científico" y se considera el predecesor del moderno juego de fútbol con pases. Emergió en Gran Bretaña y sus orígenes están ligados a clubs pioneros: Sheffield FC (fundado en 1857), los Royal Engineers AFC (fundado en 1863), Queen's Park FC (fundado en 1867) y Cambridge University AFC (fundado en 1856). El seguimiento de estas raíces se basa en testimonios de hombres notables en la inicial historia del fútbol.

## Contexto

### La influencia del cambio de una regla en el estilo de juego
Hubo un cambio clave en las reglas de fútbol para la transición de un juego de regate a uno de pase. La introducción de una moderada regla de fuera de juego en las reglas de 1866/7 de la Asociación de Fútbol de Inglaterra - a petición de los representantes de Charterhouse y Westminster School - abrió camino al pase adelantado. Esta regla moderada se parecía a una contenida en las antiguas Reglas de Cambridge. Curiosamente, en las reglas originales de 1863 de la Asociación de Fútbol de Inglaterra todavía no estaba incluida una regla tal que permitiera el pase adelantado.

### C. W. Alcock
La referencia más temprana del término "juego combinativo" la da en 1874 C. W. Alcock, quien declara que "Nada es más efectivo que lo que vendré a llamar el 'juego combinativo'." Ello es notable pues confirma que el juego combinativo se estableció no más tarde de 1874, es decir antes del periodo de dominación de Escocia sobre Inglaterra en partidos internacionales a partir de 1876. No obstante, hay buena evidencia de que el juego continuó evolucionando bien hacia primeros de los años 1880, puesto que Alcock escribe en 1891: "Hoy en día, un partido once contra once es enteramente diferente a lo que era tan sólo diez años atrás".
Ya en 1870, Alcock escribía que prefería jugar a fútbol de manera "científica". Un ejemplo de ello fue narrado en un relato contemporáneo del partido de fútbol entre Inglaterra y Escocia en noviembre de 1870: "Mister Alcock hizo una espléndida carrera... y siendo secundado astutamente por Mister Walker, un gol fue obtenido... por aquél". Otra referencia contemporánea muestra que el mismo Alcock jugaba "en concierto" con sus compañeros durante el partido internacional entre Inglaterra y Escocia de 1871.
Sin dejar de ser un vivo regateador, es remarcable que Alcock fuera el primer jugador de fútbol en ser sancionado por fuera de juego el 31 de marzo de 1866, lo que confirma que los jugadores empezaron a probar cómo aprovechar la nueva regla de fuera de juego, más permisiva, desde recién iniciado su uso.

## Fútbol científico (a partir de 1839)
Los usos más tempranos del término "científico" en un contexto deportivo se remontan a una descripción del crícket, tradicional juego de equipo, en 1833. El primer uso del término "científico" para adjetivar el fútbol (en aquel entonces aún no separado del fútbol rugby) data de 1839.
El término "científico" se usó para describir hábitos avanzados en 1862 al tratar del fútbol rugby. En 1868, la "gran ciencia" del fútbol rugby aportaba "varias finezas". Es incierto lo que eran algunas de esas finezas exactamente, pero en todo caso está claro que el estilo de juego era más sistemático que en el pasado.
Referencias al fútbol científico aparecen en relatos de mediados de los años 1860, particularmente del Sheffield FC (ver más adelante). Relatos contemporáneos posteriores incluyen partidos internacionales, por ejemplo el partido entre Inglaterra y Escocia en noviembre de 1870 que "fue inusualmente excelente por los varios puntos científicos que ofreció". Alcock preconizó el fútbol científico ya en el año 1870 (ver más arriba).

## Sheffield FC: Mutuo apoyo y juego de "pasarla" (mediados de los años 1860 y comienzos de los años 1870)
Según Alcock, el equipo de Sheffield es el que presenta la primera evidencia de juego combinativo, en especial por el juego de "pasarla" condicionado por las propias Reglas de Sheffield. El laxo sistema de fuera de juego de las reglas de Sheffield consentía a los jugadores "lauchear" (acechar o esperar la oportunidad de marcar en posiciones avanzadas), al estar permitido el pase adelante. Jugadores conocidos como kick throughs se situaban permanentemente cerca de la meta contraria para recibir la pelota. Por esta razón, el estilo de Sheffield era conocido como juego de "pasarla" ("passing on" game). Ya en enero de 1865, al Sheffield F.C. se le reconoció haber marcado un gol contra Nottingham mediante "movimientos científicos". Una narración contemporánea de noviembre de 1865 señala que "No llegamos a describir el juego verdaderamente científico con el que los hombres de Sheffield se apoyaban mutuamente". El juego combinativo ligado a los jugadores del Sheffield también se sugiere en 1868: "Una jugada remarcablemente sutil y rápida por parte de K. Smith, Denton y J. Knowles culminó en un gol de Sheffield, con remate final de J. Knowles".
Cuando menos a partir de enero de 1872 se reconoce en los relatos explícitamente el acto de pasar la pelota. En enero de 1872 se lee en un fragmento sobre el partido contra Derby lo siguiente: "W. Orton, con una muestra de juego esmerado, subió la pelota muy cerca de la meta, donde fue devuelta a J. Marsh, quien remató con un fino chut directo". Esta jugada "muy cerca de la meta" sugiere un pase corto y la "devolución" de la pelota a Marsh sugiere que ello fue el segundo de dos pases. Un fragmento similar también data de enero de 1872: "El único gol marcado en el partido fue obtenido por Sheffield, debido a una buena subida de Steel, que pasó judiciosamente a Matthews, y aquél, mediante un buen tiro directo, logró que la pelota traspasase la línea de gol fuera del alcance del guardameta". Este partido (contra Notts) también evidenció en aquel entonces "buen regate y chut", especialmente por parte de W.E. Clegg. Las condiciones del terreno, sin embargo, "se opusieron a una verdadera exhibición científica". El juego de Sheffield fue descrito en marzo de 1872 como "velocidad, valor y ciencia de alto nivel".

## Los Royal Engineers A.F.C.: El primer equipo combinativo (finales de los años 1860 a mediados de los años 1870)
Sir Frederick Wall (secretario de la Football Association de 1895 a 1934) explica en su biografía que el juego combinativo fue practicado por primera vez por los Royal Engineers A.F.C. a comienzos de los años 1870, concretamente antes de sus visitas en 1873 a Nottingham, Derby y Sheffield. Wall escribe que los "Sappers se movían al unísono" y que mostraron las "ventajas de la combinación frente al viejo estilo individualista". Continúa escribiendo que fueron los primeros "en demostrar el valor de la combinación a Sheffield y Nottingham". Wall presenció y se refiere frecuentemente al partido internacional de 1872 en su relato (ver abajo) y elogia a varios equipos y jugadores escoceses sin atribuirles a ninguno de ellos el juego combinativo. Los Engineers eran capaces también de regatear, por ejemplo una narración de partido de 1868 cuenta que "Morris arrancó y tras regatear ampliamente a sus adversarios, colocó el balón frente a la meta y un chut de Dorward marcó el primer gol para los Royal Engineers".

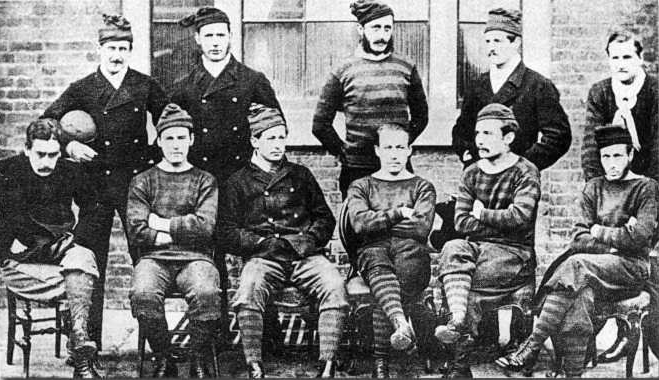
Royal Engineers: los primeros pasadores. El equipo que alcanzó la primera final de Copa de la Football Association.

### Royal Engineers en 1868
A principios de 1868, una narración de partido contemporánea cuenta que "por parte de los Royal Engineers, Campbell, Johnon y Chambers merecieron especial atención por su juego astuto."

### Royal Engineers en 1869
Ya en 1869, al fútbol club Royal Engineers se le acredita en una narración de partido contemporánea el haber "trabajado bien conjuntamente" y "haber aprendido el secreto del éxito en el fútbol: apoyarse mutuamente". En este partido, el fracaso del equipo adversario es atribuido a "un intento de cooperación penoso" contra los Engineers.

### Royal Engineers en 1870
Otra crónica contemporánea de partido muestra claramente que en 1870, pasar el balón era una característica del estilo de los Engineers: "Creswell, después de haber recuperado el balón lo envió al centro a un compañero, quien lo chutó entre los postes un minuto antes del final".

### Royal Engineers en 1871
Aun siendo breves, las crónicas de partido contemporáneas confirman que pasar era una característica frecuente en el estilo de los Engineers. Por ejemplo en un partido en febrero de 1871 contra Crystal Palace se narra que "Mitchell corrió excelentemente por la izquierda, pasando el balón a Rich, quien había corrido al centro y pudo marcar otro gol". Los Engineers practicaron efectivamente su estilo de juego en equipo contra los Wanderers FC, un equipo considerado ya en 1870 ser el MCC del fútbol. En un partido de marzo de 1871 contra los Wanderers, su victoria fue debida a su "irreprochable organización" y en particular a que sus ataques y sus apoyos mutuos estaban ambos "tan bien organizados". En noviembre de 1871, tácticas similares fueron descritas en un relato contemporáneo de un partido contra los Wanderers en el cual dos goles se consiguieron gracias a pases tácticos:  "Betts pronto aprovechó su oportunidad, y tras una brillante carrera por la banda izquierda entregó el balón judiciosamente a Currie, que judiciosamente lo mandó volar a la meta contraria con un estilo de primera clase". Más tarde en el partido se narra que "G. Barker entregó el balón a Renny-Tailyour que lo plantó entre los postes".  "Entregar" el balón claramente se refiere a un pase corto.

### Royal Engineers en 1872
Hay evidencia de que los contrarios a a veces ajustaban su estilo de juego para contrarrestar la organización y el pase de los Engineers. Por ejemplo en febrero de 1872 contra Westminster school, una breve crónica contemporánea del partido cuenta que: "El capitán de Westminster school tomó la precaución de reforzar sus zagueros, consignando a Vidal a cooperar con Rawson y Jackson y en efecto estos tres jugaron concertadamente... ellos consiguieron hacer frente a... los delanteros de los Royal Engineers". Lo más notable de este relato es que confirma que los Royal Engineers "jugaban maravillosamente juntos".  Que los Engineers fueron el primer equipo en romper la tendencia a regatear se muestra en la crónica contemporánea de su victoria contra Crystal Palace a principios de 1872. Allí se cuenta que: "muy poco regate fue desarrollado".

### Resumen del precoz estilo de juego de los Royal Engineers
Los testimonios expuestos más arriba contienen descripciones detalladas del pase que faltan en las crónicas del partido internacional de Glasgow en 1872. Por ejemplo, en una larga crónica del Scotsman newspaper no hay mención de pases o de combinación por parte del equipo escocés y específicamente se describen los ataques escoceses en términos de regateo: "Entonces los escoceses avanzaron con una gran ofensiva, regateando Leckie y otros con el balón tan hábilmente que las líneas inglesas fueron asediadas estrechamente y pronto el balón traspasó la meta".  y "Weir entonces realizó una carrera espléndida para Escocia al corazón del territorio adversario"." Aunque se reconoció que el equipo escocés trabajó mejor conjuntamente durante la primera parte, esta crónica contemporánea acredita que en la segunda mitad Inglaterra jugó similarmente: "Durante la primera parte del juego, el equipo inglés no jugó tan bien conjuntamente, pero en la segunda mitad no dejaron que desear a este respecto"."  El Scotsman concluye que la diferencia de estilos en la primera mitad fue la ventaja que tenían los jugadores del Queens' Park de "conocer profundamente el juego de sus compañeros" al proceder todos del mismo club.  A diferencia del partido internacional de Glasgow de 1872 - que se saldó con empate - las pruebas contemporáneas expuestas anteriormente muestran que el estilo de juego de los Engineers benefició su juego de equipo ganando partidos. Similarmente, sobre el partido del 5 de marzo de 1872 entre los Wanderers y los Queen's Park no se aprecia evidencia de pasar la pelota.
Todas las primeras crónicas citadas más arriba confirman que los Engineers fueron el primer club que practicó un juego de pases con cooperación y organización entre sus delanteros y su defensa. Aunque también podían jugar rudamente - como cabe esperar de un equipo del ejército - los Engineers son el primer equipo en ser considerado que juega un fútbol "bello". Todos estos desenvolvimientos ocurrieron claramente antes e independientemente del partido de 1872 entre Inglaterra y Escocia (Queen's Park FC). Es probable que el Queen's Park FC observase el juego de pases de los Engineers durante una de sus visitas a Inglaterra para participar en la Copa de la Football Association 1871–72. Indudablemente, sus representantes en Londres apreciaron muy bien el estilo de Sheffield y de los Engineers.

## Queens Park FC, 1867 - 1882: Pioneros del juego de pases moderno
En el contexto del surgimiento del juego de asociación en Escocia, el antiguo historiador y radiofonista Bob Crampsey comparó el papel del club Queen’s Park con el de MCC en el críquet y el de R&A Club en el golf. El control del club de Glasgow sobre las primeras reglas de juego en Escocia, la gerencia inicial del equipo nacional de Escocia, y la impulsión de la Scottish Football Association y de la Scottish Challenge Cup evidencian su rango de club prominente de Escocia. Dentro de este contexto se debe considerar el desarrollo por parte del club de una forma científica de combinación, que reemplazaría los estilos de juego hasta entonces existentes.
La manera más obvia de implantar con éxito una cultura del fútbol es el crear un ‘legado’. Dado el empeño incesante del club en promover el juego en Escocia, el estilo de juego del Queen’s Park se convirtió pronto en un 'estilo escocés'. Este estilo de juego fue importado en el norte y en el interior de Inglaterra durante las décadas de 1870 y 1880, por el club mismo, por otros clubs escoceses, y por una creciente ola de jugadores escoceses, a los que se referían los comentaristas de la época como 'profesores escoceses' (a causa de la ciencia de su juego). El juego de pases, como cultura futbolística significante, no llega a Londres hasta la fundación de los London Corinthians en 1882 (en respuesta a la supremacía escocesa a nivel internacional). Entre 1872 y 1887 Escocia ganaría 10 veces y sólo perdería dos veces contra Inglaterra en los encuentros internacionales anuales. El impacto de los 'profesores escoceses' en el interior y norte de Inglaterra llevaría a la legalización del profesionalismo en 1885 y al desarrollo del fútbol liguero en 1888.

### Las 'reglas de campo', 1867
El 9 de agosto de 1867, un mes después de formarse el club, las 'reglas de campo' se discutieron y aceptaron por parte del comité de Queen's Park. Se basaban en las reglas de la Football Association de la época, pero el club hizo una serie de cambios, siendo el más notable el relacionado con la regla del fuera de juego. En 1866, la Football Association había pasado de una regla de fuera de juego al estilo del rugby, que impedía pasar la pelota hacia adelante, a una regla de tres oponentes. Queen's Park adoptó un enfoque aún más radical, que por su concepción abriría todavía más el paso en el juego al pase adelante. La regla se apuntó como sigue:
Sexta.—Cuando un jugador pega al balón, cualquiera del mismo equipo que esté más cerca de la línea de gol del bando opuesto se considerará fuera del juego, y no podrá tocar él mismo el balón, ni podrá impedir de forma alguna a cualquier otro jugador de hacerlo, hasta que el balón haya sido jugado, a no ser que se encuentren por lo menos dos oponentes entre él y la meta propia, no más lejos de la línea de gol que quince yardas; mas ningún jugador estará fuera del juego si el balón es chutado desde detrás de la línea de gol.
El fuera de juego solo surgía estando a 15 yardas de la meta y aún entonces tan sólo eran requeridos dos defensores cerca de la meta para considerar al jugador dentro del juego. La tolerancia de la regla permitía a los jugadores repartirse por el campo y promovía el pase adelante. En algunos aspectos la regla tenía similitud con el código de Sheffield en cuanto hacía posible el largo pase adelante pero, a diferencia del código de Sheffield, también impedía a los jugadores esperar su oportunidad de gol frente a la meta sin participar por lo demás activamente en el juego ("lauchear"). Esta adaptación esmerada de la regla de fuera de juego demuestra la planificación y organización meticulosas en el club. Ello reportaría al club muchos admiradores incluyendo a William McGregor, 'Padre de la Liga de Fútbol', quien paga el siguiente tributo:
Queen’s Park fue el primer club en desarrollar el juego científico. El club debe ser contemplado como un ejemplo notable de lo que puede conseguir una buena gestión.
Aunque el juego de finales de los años 1860 era rudimentario, la base del estilo de juego del club y los hombres que lo hicieron posible datan de este periodo inicial. A partir de esta era, el juego de pases de los Queen's Park evolucionaría de simplistas a sistemáticas formas de combinación que serían copiadas por toda Escocia y el Reino Unido.

### Prácticas e instrucciones regulares, 1868 - 1872
En un tiempo donde era difícil concertar partidos contra otros clubs, los Queen's Park jugaban partidos internos dividiendo a sus miembros. Según explica Richard Robinson en su inicial historia del club, ya se impartían regularmente prácticas e instrucciones, elementos clave del juego combinativo.
Lunes, miércoles y sábados fueron fijados como noches para jugar... Quien seleccionaba los equipos en las noches de prácticas tenía el poder de colocar a los hombres en el campo, o de designar substitutos, y los jugadores debían seguir sus instrucciones.
Robert Gardner (quien capitaneó y seleccionó el equipo de Escocia en el primer partido internacional oficial), como capitán del club, tenía una profunda influencia sobre las tácticas y las selecciones de los equipos. En el partido contra Hamilton Gymnasium en 1869 (29 de mayo) distribuyó tarjetas a su equipo antes del partido mostrando a cada jugador donde debía jugar. Según Robinson, fueron los frecuentes partidos de prácticas los que permitieron al Queen's Park desarrollar su sello de fútbol combinativo.
El club... nunca descuidó las prácticas, que se disfrutaron sistemáticamente. Se organizaron equipos— Norte contra Sur de Eglinton Toll, Rojos contra Azules, Ligeros contra Pesos Pesados, President's Team contra J. Smith's Team (una serie de seis juegos), y Clerks contra The Field, etc. En estos juegos el regate y el pase, que se elevó en el juego escocés al nivel de bellas artes, se fueron desarrollando. El regate era una característica del juego inglés, y no fue hasta mucho más tarde que los sureños se dieron cuenta de que los principios asentados en el método de Queen's Park para transferir la pelota, acompañados por un recio apoyo mutuo, eran los que aprovechaban más a un equipo. Combinación era la característica principal del juego de los Queen's Park.

### Queen's Park y la formación 2-2-6, 1872
La combinación se hizo muy manifiesta en el empate contra los Wanderers (FA Cup, 5 de marzo de 1872) así como en el partido internacional contra Inglaterra (30 de noviembre de 1872). En ambos partidos, el club alineó una formación 2-2-6 que resultó ser su alineación preferida para el resto de la década. En el caso del encuentro internacional, Queen's Park organizó el partido y suministró todos los jugadores de Escocia de entre sus propios miembros. El club formaría la columna vertebral del equipo nacional de Escocia a lo largo de toda la década de los 1870 y bien adentrada la de los 1880. 
La táctica combinativa fue seguramente exitosa para combatir el peso superior y rudeza de los jugadores oponentes. En el partido contra los Wanderers, la revista Field escribió sobre los Queen's Park: Ellos regatean poco y usualmente transmiten el balón por una serie de chutes largos, combinando con un plan judicioso de pases. El diario Herald reseña sobre el mismo partido que: El juego de los once de Glasgow es muy digno de elogio, ya que sus delanteros trabajaron muy bien juntos, y sus zagueros chutaron con gran precisión. Por otra parte, los Wanderers regatearon y jugaron hábilmente... pero colectivamente apenas se presentaron tan bien como sus contrarios.
En el primer partido internacional oficial, se registra la primera referencia específica a una cultura colectiva del pase en la historia del fútbol asociación. La primera referencia contemporánea data del 14 de diciembre de 1872 y aparece en The Graphic, un periódico semanal ilustrado publicado en Londres, y revela con claro detalle los estilos opuestos de los dos equipos: Generalmente, la habilidad individual estaba del lado de Inglaterra, los regates de Kirke Smith, Brockbank, y Ottaway eran muy finos, mientras Welch en la media mostró un chut bueno y seguro. Los sureños, no obstante, no jugaron entre ellos tan bien como sus oponentes, quienes parecen ser adeptos en pasarse el balón.
Testimonio del estilo de fútbol combinativo adoptado por los Queen’s Park en el juego lo da un relato de primera mano de Walter Arnott, que se convertiría en un jugador principal para Queen’s Park, Corinthians y Escocia durante los años 1880 y principios de los años 1890. Arnott da una clara descripción del acontecimiento histórico que presenció como espectador. De nuevo se menciona la diferencia de peso,
El equipo inglés era de lejos el más pesado. Sus delanteros jugaban un juego individual, y eran más rápidos que los del bando escocés, cuyo trabajo delante se hacía por pares. Daba gusto ver a Clegg o Ottaway tomar el balón cerca de la propia meta, para salir a toda prisa un gran trecho campo abajo, siendo solamente desposeído de él por alguno de la última línea de defensa de Escocia! Así mismo, presenciar al gran Jamie Weir – el príncipe de los regateadores – junto a su compañero, bajando corriendo por el ala merced a un espléndido juego combinativo y centrando el balón con gran precisión directamente a boca de gol.
Parece que los jugadores del Queen’s Park, incapaces de contrarrestar a sus oponentes individualmente por fuerza, se emparejaban para frenar las carreras de regate de los jugadores de Inglaterra para defender la meta propia y jugaban pases cortos en carrera para atacar la meta de sus contrarios. Referencias aludiendo al hecho de que los jugadores de Escocia 'trabajaban bien juntos del primero al último, al conocer cada uno el juego de los demás' se pueden encontrar en la revista Scotsman, mientras que el Glasgow Herald commenta que 'El punto fuerte del equipo de casa era que jugaban excelentemente bien juntos.'

El club de Glasgow llevó su marca de fútbol a otras partes de Escocia, concertando partidos de exhibición en Dunbartonshire, Edinburgh y Dundee. Su juego de pases pasó a ser un estilo escocés que se distinguía de otras partes del Reino Unido. Un primer ejemplo de otros clubs escoceses emulando el estilo de pases y la formación 2-2-6 de Queen's Park se puede encontrar en enero de 1874. El relato del Glasgow Herald sobre el partido entre los clubs 3rd Lanark y Western cuenta que,
Tras cambiar de campo, los hombres del 3rd, espoleados por el inesperado cambio de suerte, pronto se pusieron a trabajar con gran empeño, y M'Neil, tomando el balón desde su propio campo, lo pasó primorosamente a Dick, que lo estaba esperando y que a su vez lo pasó muy judiciosamente a Miller, quien marcó un gol muy bello. No cabe mejor ejemplo de juego de pases que el mostrado al realizar este gol; y como en este caso, si se combina con buen regate, tiene un efecto persuasivo y debería ser el principal estudio de todos los jugadores de fútbol associación.

### Regatear y pasar
Los argumentos que se oponen al punto de vista escocés sobre el primer partido internacional se centran en el artículo contemporáneo del periódico Scotsman donde se menciona a los jugadores escoceses regateando el balón. De todas formas, el razonamiento escocés mantiene que el estilo de juego de los jugadores del Queen’s Park, en toda la década de los 1870, albergaba a la vez regate y pase. Esto se puede ver en el artículo del Graphic newspaper article que por un lado se refiere al equipo escocés como adepto a pasar el balón pero por otro lado también presenta evidencia del regate de balón de los jugadores escoceses,
Baste con decir que Ker (Escocia) concluyó el partido con la más brillante carrera del día, regateando el balón por todo el campo antes de ser atajado próximo a las líneas inglesas.
 En resumen, la táctica de juego del Queen’s Park FC permitía que el balón fuera pasado al estar a punto de perder la posesión del mismo o cuando se podía obtener sustancial ventaja; el regate adelante se extendía con un pase corto a un compañero de equipo.

En un escrito del Football Annual de 1883, Charles W. Alcock observa que,
Ha sido la combinación de regate y pase lo que ha hecho al Queen's Park y a otros onces escoceses ser tan espléndidos equipos.

El artículo de periódico que destaca la victoria de los Queen's Park's contra los Wanderers en octubre de 1875 (un partido en el que C.W. Alcock y el angloescocés A.F. Kinnaird jugaron con los Wanderers) da una concisa descripción del estilo combinativo adoptado por el club, particularmente en la sección donde describe el segundo y el tercer gol,
Después de una “mano” dentro de las treinta yardas del bando de los Wanderers, Weir tomó posesión del balón, y, cargando con éxito contra los delanteros ingleses, lo pasó a Herriot, quien a su vez se lo colocó a Campbell, quien mediante un chut bien ponderado envió el balón justo bajo el travesaño, asegurando así otro tanto para los escoceses en dieciséis minutos. Apenas había avanzado el balón de reinicio el capitán inglés que Herriot, Weir y Lawrie lo devolvieron con pulcros pases, y después que los zagueros y los medios volantes hubieran mostrado buen juego, los dos M'Neills lo llevaron por el ala izquierda, y pasándolo a Lawrie, este último hizo un tiro de gol, pero el balón pasó justo por fuera del poste de meta. A continuación el juego estaba en el centro, regateando y pasando los hombres de Queen’s Park men, mientras sus oponentes pasaron mayormente a patear opresivamente. A los 33 minutos del comienzo de la operaciones H. M'Neill, obteniendo la posesión, chutó el balón a Herriot, quien abnegadamente lo sirvió a Lawrie, este último chutó de nuevo a gol, esta vez con mayor éxito, ya que el balón, pasando sobre la cabeza del portero, entró claramente obteniéndose así el tercer gol.

### Cómo define Alcock 'combinar'
Como se mencionó anteriormente, Charles Alcock hizo la primera referencia del juego combinativo en 1874. Por aquel año el juego combinativo escocés estaba ya bien avanzado y esto se puede ver en la cobertura del periódico Scotsman sobre la victoria de Escocia contra Inglaterra en el encuentro anual internacional. Con siete miembros por parte de Inglaterra haciendo su debut internacional, el periódico comenta que, 'El juego de pases de Escocia sorprendió bastante a los ingleses, y contribuyó en no escasa medida a su éxito...' En 1883, Alcock da una detallada definición de combinar,
Combinar es el gran objeto a ser estudiado para lograr el éxito en el fútbol associación. Combinar significa mucho más que meramente "pasarla", que parece ser la idea común de perfección entre un gran número de futbolistas ingleses... La superioridad de los onces de Escocia no se debe atribuir a una mayor habilidad de sus delanteros, o al beneficio del juego atrás. Es a su juego combinativo - por el que entiendo la manera efectiva con la que sacan provecho de cualquier oportunidad en el juego, sin pasar por alto ningún aspecto por insignificante que parezca - a quien deben sus éxitos frente a equipos ingleses.

### El juego de pases y la supremacía escocesa
Fue la derrota de Inglaterra por 5-1 en 1882 contra un equipo escocés con siete jugadores del Queen’s Park lo que llevó a Nicholas Lane Jackson, un miembro prominente de la Football Association, a crear el famoso equipo de los Corinthians. Esta reacción directa al éxito de los Queen’s Park y del equipo nacional escocés está aludida en el libro Corinthians y Cricketers,
Sería erróneo pretender que el Queen's Park erigiera el fútbol escocés casi sin ayuda de nadie... Ejerció una profunda influencia en la modelación de la técnica del juego, y su desarrollo del pase científico y de la cohesión entre los medios volantes y los delanteros como contrarresta al tradicional regate y a la individualidad...Durante aquellos años estériles los equipos ingleses se recrutaban de jugadores amateurs de muchos clubs...que tenían que conjuntar su individualidad sin conocerse mutuamente el juego antes del partido...No es de extrañar que Inglaterra fracasara en batir a un enemigo nutrido de combinación científica. Esta situación podía haber continuado mucho más tiempo hasta que la pleamar del profesionalismo tuviera su inevitable efecto; pero uno de los primeros legisladores del juego más diligentes y entusiastas, N. Lane ('Pa') Jackson, que era entonces secretario asistente honorario de la Football Association, buscó una solución más inmediata. 'En aquella época', ha apuntado para nosotros en su autobiografía, Sporting Days and Sporting Ways, 'la escuela pública y la universidad aportaban la mayoría de los jugadores del bando inglés, por lo que pensé que dándoles conjuntamente bastante práctica adquirirían una cierta medida de la combinación.

El juego rudimentario del Sheffield de 'pasarla' no podía competir con el estilo científico de pases cortos abanderado por Queen's Park y a nivel representativo la asociación de Glasgow habría de experimentar 14 victorias y sólo una derrota contra la asociación de Sheffield en los 17 encuentros jugados entre 1874 and 1890. Un buen ejemplo de la diferencia en los estilos de juego es citado en el anuario escocés de fútbol de 1877/78 que da los siguientes comentarios del partido Glasgow contra Sheffield de 1877,
Nadie negará que fue un partido muy bien competido, y que la victoria se inclinó por el mejor bando; pero que fuera un juego lindo, con abundantes finos despliegues de regate combinativo, lo que ha distinguido frecuentemente a un equipo escocés sobre todos los demás, pocos lo admitirán…La verdad no puede ser ocultada…que las tácticas empleadas por el equipo de Sheffield el sábado fueron parcialmente responsables de ello en cuanto ellos juegan con unas reglas differentes de las de las asociaciones de Inglaterra y Escocia, y que para ellos nuestra regla del “fuera de juego” es casi letra muerta. De este modo, los chuts largos fueron ampliamente consentidos el sábado por su lado; y para encontrarse con el mismo estilo de juego, los hombres de Glasgow perdieron de hecho la acción unida que les había llevado a la victoria en tantos campos duros de batalla.

### Legado del juego combinativo escocés
El juego combinativo de Queen’s Park, que había pasado a ser ‘estilo escocés’ común dada la gran influencia del club y su enérgica promoción del juego, se extendería al sur por la frontera, al norte y a la región central de Inglaterra, a través de los esfuerzos del club y con la llegada de los 'profesores escoceses'.  William McGregor, el padre de la Liga de Fútbol y presidente de Aston Villa FC, rinde el siguiente tributo,
...sus visitas misionarias a la región central y Lancashire hicieron mucho para crear un verdadera dilección por el fútbol asociación en aquellas regiones y también para dar tono y politura a los esfuerzos futbolísticos locales. Ellos fueron el primer club en introducir métodos verdaderamente científicos en el juego. Su fútbol era tan perfecto y pulido como el fútbol nunca había sido jugado en una época donde la mayor parte de los clubs se contentaban meramente de gatear tras el balón.
Equipos de toda Inglaterra, desde Sunderland (el equipo de todos los talentos), Preston North End (Invencibles), Liverpool FC (el equipo de los Macs), Bolton Wanderers, Sheffield Wednesday y Blackburn Rovers en el norte, hasta Aston Villa y Derby County en la región central, y Arsenal, Fulham y Southampton en el sur fueron muy influenciados por el estilo escocés a través de la importación de 'profesores escoceses', entrenados al estilo de Queen's Park. Administradores y entrenadores británicos llevarían el pase corto escocés allende los mares. En ellos se incluyen Jimmy Hogan, John Cameron, Jock Hamilton, Fred Pentland, Alexander Watson Hutton, John Harley y John Dick.

## Cambridge University AFC (Association Football Club): La primera formación moderna (principios de los años 1880)
En una detallada investigación de la evolución de las tácticas futbolísticas basada en relatos contemporáneos, Adrian Harvey de la Universidad de Londres hace referencia a los equipos responsables del inicial desarrollo del juego de pases (incluyendo Sheffield, los Royal Engineers y "los bien amados pases cortos del Queens Park de Escocia") pero llega a la siguiente conclusión sobre el completo producto de equipo moderno:
"Curiosamente, el equipo al que generalmente se le acredita haber transformado las tácticas del fútbol asociación e inventado casi por sí mismos el juego moderno no es un equipo profesional sino el once de la Universidad de Cambridge de 1882. Contemporáneos describen al Cambridge como el primer equipo "combinativo" en el que cada jugador tenía una zona del campo asignada y jugaba como parte del equipo en un juego basado en el pase".
En una discusión de 1891 sobre la historia de un "esquema claro de ataque" y "combinación elaborada" en los primeros estilos futbolísticos de juego (incluyendo referencias a equipos "norteños", en especial Queens Park), Alcock afirma: "La perfección del sistema que ahora está en boga es con todo en gran medida producto de los recién últimos años. El once de la Universidad de Cambridge de 1883 fue el primero en ilustrar todas las posibilidades de una combinación sistemática dando entero ámbito tanto a la defensa como al ataque". El equipo de la Universidad de Cambridge de 1883 fue el primero en introducir la formación "piramidal" 2 3 5 (dos zagueros, tres centrocampistas y cinco delanteros). Siguiendo el éxito de la "pirámide de Cambridge", esta formación se convirtió en la norma para todos los equipos de fútbol.
Interesantemente, Alcock continúa diciendo:  "Era por esta época [1883] que el tercer medio volante fue reconocido como una necesidad de la nueva formación, y aunque los jugadores escoceses fueran reacios a reconocer una innovación procedente de Inglaterra, forma la piedra angular de la formación de hoy en día"
El papel clave jugado por Cambridge University AFC en el desarrollo el moderno juego del fútbol también es respaldado por el historiador de fútbol Sir Montague Shearman.
La combinación de Cambridge University FC es sugerida ya en relatos contemporáneos en diciembre de 1872: "El gol para la universidad fue el resultado de los esfuerzos combinados de Adams, Sparham y Smith".  En esta narración, los de Cambridge "jugaron bien todos juntos".

## Otros precoces equipos pasadores

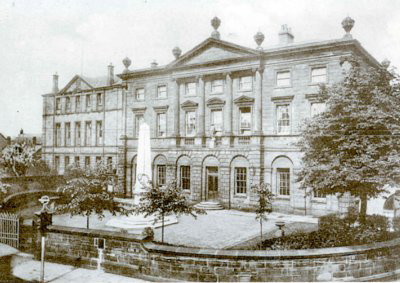
Derby School at St Helen's House

El juego combinativo también es señalado en otros equipos ingleses, por ejemplo Derby School contra Nottingham Forest, donde se da cuenta de un doble pase, el primero de los cuales es irrefutablemente un pase corto.  En este partido de marzo de 1872:  "Mr Absey, regateando el balón la mitad longitudinal del campo, lo entregó a Wallis, quien chutándolo astutamente frente a la meta, lo envió al capitán quien lo dirigió de inmediato entre los postes de Nottingham" Otros equipos precozmente pasadores incluyen los Shropshire Wanderers en la temporada 1874-75 Los mismos Nottingham Forest también proporcionaron temprana evidencia del pase, por ejemplo en febrero de 1872: "Mr Widowson...varias veces...lo cruzó a su jugador delantero.  Ciertos equipos de Lancashire (por ejemplo Blackburn Olympic) también han sido considerados innovadores en el precoz juego de pases. Un "juego sistemático" era parte de otros equipos, por ejemplo Trent College en abril de 1872
Posiblemente la maniobra de pase más importante en la inicial historia del soccer haya sido el pase de Vidal ("el príncipe de los regateadores") a M.P. Betts, quien entonces marcó el único gol en la primerísima final de copa de la Football Association en marzo de 1872. La narración de este partido en el Field sugiere combinación: "este fue el partido más rápido y duro que se haya visto nunca en el Oval... del mejor juego por su [Wanderers] parte, individual y colectivamente, que jamás se haya exhibido en el juego de asociación."
A los Corinthians F.C. también se les acredita estar metidos en el moderno juego futbolístico de pases, por ejemplo Sir Frederick Wall.  Ello es presumiblemente debido a la influencia del equipo de Cambridge en el estilo de juego de los Corinthians.

## Propagación del juego a ultramar
En 1894, el fútbol fue llevado a Brasil por Charles William Miller, un brasileño de ascendencia británica. Él había sido enviado a Inglaterra para su educación y aprendió a jugar a fútbol al tiempo en Banister Court School en Southampton, Hampshire.  El estilo escocés fue adoptado principalmente en la Selección de fútbol de Uruguay donde gracias a las enseñanzas de John Harley Uruguay ganó la Copa Mundial de Fútbol de 1930, así como también por austríacos, húngaros, y argentinos[cita requerida].